# 하이허
하이허(중국어: 海河, 병음: Hǎi Hé, 표준어: 하이허강, 沽河라고도 불림)는 중화인민공화국을 흐르는 큰 하천이다. 화북지방의 최대규모 하천으로서, 베이징시와 톈진시의 전역, 허베이성의 대부분, 허난성·산둥성·산시성·내몽골 자치구의 일부를 유역에 포함해 보하이해로 유입한다.
톈진 시에서 북운하(北運河), 남운하(南運河), 다칭허(大清河), 쯔야허(子牙河), 융딩허(永定河)의 5개의 하천이 합류해 하이허가 된다. 남운하는 항저우로부터 베이징에 이르는 대운하의 일부로 산시성의 타이항산맥으로부터 흐르는 웨이허(衛河)의 하류 부분을 이용해 건설되어 있고 산둥성 랴오청시·린칭시의 웨이허 합류점으로부터 톈진시까지의 524km를 흐른다. 북운하도 대운하의 일부를 이루며, 베이징시 북서쪽의 창핑구의 옌산산맥으로부터 흐르는 원위허(温榆河)가 베이징의 동남쪽의 퉁저우구에서 북운하로 이름을 바꾸어 흐른다. 북운하는 베이징으로부터 보하이 해로 나오는 수로로서 중요하고 도중에 베이징 동부의 중요한 수로인 차오바이허(潮白河)와도 합류하고 있었기 때문에 근대 초기의 서양인에게는 하이허 전체가 바이허(白河)로 불리고 있었다. 유역의 총면적은 31.8만km2, 유역의 총인구는 1.24억에 달한다.

## 명칭
지세(地势)가 낮아，조수에 따라 역류하기도 하여，바다처럼 조수가 발생하기에，"하이"허(“海”河, 바다강)라는 이름을 얻게 되었다. 지류인 잉띵허(永定河, 영정하)는 물길이 늘상 바뀌기 때문에 본래“우띵허(无定河, 무정하)”라고 불렸는데, 다시는 범람하지 말라는 뜻으로 황제가 개명한 것이다.

## 유역
하이허의 유역은 2종류의 유형으로 나눌 수 있다. 한 가지는 타이싱산(太行山)과 연산(燕山)의 바람을 등지고 발원하여 굽이굽어 유역 면적이 넓으며, 물이 집중적으로 흘러 토사 함유량이 상대적으로 높다. 다른 한 가지는 타이싱산(太行山)과 연산(燕山)의 바람을 맞으며 발원하여，지류가 분산되고，흐름이 짧고 급하며，수위가 높고、짧은 시간에 돌발적으로 강해지며、토사 함유량이 상대적으로 낮다. 이 둘은 서로 떨어져 화북지역에 분포하므로 맑고 탁함이 분명하게 나타난다.

### 본류
가장 긴 지류인 장허(漳河)의 발원지부터 하구까지의 거리는 1,329km에 이르지만, 쯔야허(子牙河, 자아하)와 베이윈허(北运河, 북운하)의 합류점으로부터 하구(탕구구)까지의 하이허 본류의 길이는 톈진시(天津市) 중부를 통과하여73km에 이르지만, 실제 직선 거리로는 50km 미만이다. 세 지류가 합쳐지는 곳인 톈진시내 긴깡교(金刚桥, 금강교)의 싼차허커우(三岔河口)는 훙차오구·허베이구·난카이구가 만나는 지점에 있고 여기에서 하류의 우안은 허둥구와 둥리구, 좌안은 허핑구·허시구·진난구가 된다. 최하류는 탕구 구에 속하며 큰 항만, 화학 공장, 조선소 등이 집중한다. 유역 면적은 약 32만km2이고 1억 2400만 명이 생활한다.
허핑구, 허둥구(河东区), 둥리구(东丽区)를 지나 핑하이신구(滨海新区)에서 보하이(渤海, 발해)로 들어간다.
하이허는 톈진에서 합류하는 남운하를 통해서 황하 수계나 장강 수계와도 연결되어 있다. 하이허 수계의 웨이허·쯔야허·융딩허·하이허는 예전에는 합류하지 않고 다른 하구에서 보하이 해로 흘러 들어가고 있었지만 베이징으로 향하는 대운하의 건설과 함께 수운으로 보다 많은 하천을 잇기 위해서 하류 부분을 변경해 톈진 부근에서 하나로 합류하게 되었다.

### 주요 지류
5대 지류는 다음과 같다：북운하(北運河), 남운하(南運河), 다칭허(大清河), 쯔야허(子牙河), 융딩허(永定河).
그 외에도 작은 지류들이 훨씬 많이 있으며，가장 긴 지류인 浊漳河부터 기산하면，총 길이는 1329km에 이른다.
차오바이허(潮白河)、洋河、桑干河、拒马河、府河、唐河、滹沱河、滏阳河、卫河、清漳河、浊漳河 등이 있다.

## 문헌
하이허 유역은 과도 지역이 없이，타이싱산(太行山)에서 화북평원으로 바로 내려와，우기가 집중된 매년 7、8월에는，폭우가 발생하여 홍수로 토사가 휩쓸리고，화북평원에 이르러서는 흐름이 돌연 변화하여，토사를 쌓아，대부분의 물길이 넓고 얕아，흐름이 자주 바뀌었으며，늪지를 많이 만들게 되었다. 화북지역은 연 강우량도 일정하지 않아，사료(史料)에 따르면，1368년명(明代) 건국 이후，베이징(北京)으로 천도하여 1949년중화인민공화국(中华人民共和国)이 건국되기 까지，하이허 유역에는 모두 387차례의 큰 홍수，407차례의 큰 가뭄이 발생하였다.

## 특산물
명대에 서광계(徐光启)가 벼를 중국 북방에 전하였는데，먼저 하이허(海河) 하류(下游)에 뿌렸다. 북방의 벼는 생장기가 길기에，벼의 품질이 우수하여，“사오짠 벼(小站稻)”는 하이허 하류에서 곧 생산되었다. 그러나 하이허에 바닷물이 역류하면 벼가 익사하므로，1959년 하구(河口)의 댐을 통해，만조 때 수문을 닫아 바닷물의 역류를 방지하였다.

### 역사
1929년(民国十八年) 4월 21일，국민당 정부는 하이허 준설(깊이 파내기)을 위한 단기공채를 발행한다.。
1939년 수재로 철로(津浦铁路)가 훼손되고，시 중심인 허핑 구(和平区)는 비교적 저지대에 위치하여 수심이 약 2m에 달하여，길 위에 배가 2달 동안 통행하였다.
하이허에 바닷물이 역류하면 벼가 익사하므로，1959년 하구(河口)의 댐을 통해，만조 때 수문을 닫아 바닷물의 역류를 방지하였다.1963년타이싱산에 7일간 폭우가 내려，헝수이(衡水)일대가 물에 잠겼다. 톈진시의 공업을 보호하기 위해，부득이 상류의 제방을 터뜨려 방수하였으며，경광선(京广铁路, 베이징-광저우) 및 경호선(京沪铁路,베이징-상하이) 철로 전부가 운행 정지 되었으며，상하이(上海)에서 베이징(北京)으로 가는 열차는 란저우(兰州)로 돌아갔다.마오쩌둥(毛泽东)이 “하이허를 반드시 다스려라(一定要根治海河)”고 지시하자，하류는 파내고，상류는 댐을 건설하여，이후 하이허 유역은 수재가 발생하지 않았으며，가뭄이 발생하기 시작하였다.1970년대후，하이허 상류의 도시개발로，용수량(用水量)이 급격히 늘어나자，크고 작은 댐들을 건설하여，큰 댐으로는 베이징에 물을 공급하는 미윈 댐(密云水库)、관팅 댐(官厅水库)、십삼릉 댐(十三陵水库)，바오띵(保定)에 물을 공급하는 시따양 댐(西大洋水库)、왕콰이 댐(王快水库)，시쟈장(石家庄)에 물을 공급하는 황삐장 댐(黄壁庄水库)、岗南水库，邢台에 물을 공급하는 주장 댐(朱庄水库)，邯郸에 물을 공급하는 岳城水库，린청(林县)에 물을 공급하는 红旗渠 등이 있다. 하이허 하류는 화북평원 농업용수로 지하수(地下水)를 이용하며，지하수의 수위를 낮추게 하였다. “九河下梢”에 위치한 톈진은 심각한 물 부족 문제에 봉착하게 되었다.

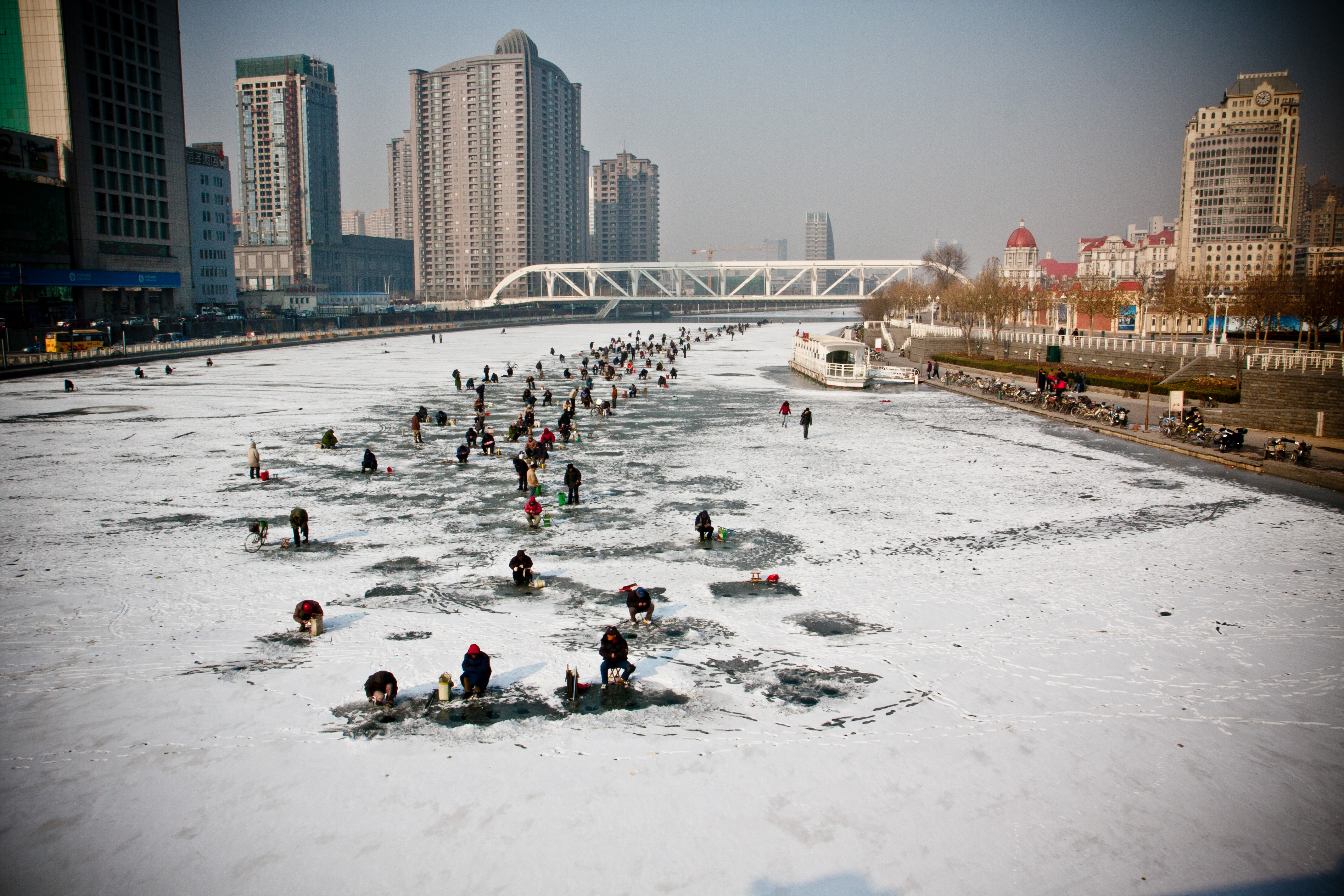
겨울 하이허의 얼음 낚시

1981년，미윈 댐(密云水库)의 건설로 물 부족이 심각했던 북경에 물 공급을 보장하고，톈진과 허베이에 물 공급이 정지되어 용수곤란에 직접 봉착하게 되었다.。같은 해，톈진의 물 문제를 해결하기 위해，국무원(国务院)은 인롼루진 프로젝트(인롼입진 공정,引滦入津工程)를 진행하여，화북평원(华北平原)에서 2번째로 큰 강인 롼허(滦河)의 물을 하이허 하류의 톈진으로 끌어오기로 결정하였다.1983년 준공하여，매년 거의 10억m2의 물을 끌어 와，톈진의 물 문제를 해결하고，톈진시 싼차허커우(三岔河口)에 인롼루진 기념비를 세웠다. 또한 상류지역에 장기적인 경제원조를 진행하였다. 이 때부터 하이허 입구의 수문을 영구 폐쇄하여，하이허 본류는 실제 하나의 큰 댐이 되었다. 하이허 및 롼허는 다시는 보하이(渤海, 발해)에 민물(淡水，담수)를 배출하지 않게 되어 생태계(生态系)의 변화를 초래하였다. 회귀성 어류들이 가장 영향을 많이 받았다. 본래 하이허는 수산업이 활발하였는데，세 강이 교차하는 입구의 은어(银鱼)의 품질이 가장 좋아서，타이후(太湖)의 은어와 구별되는，“금 눈(金眼)”은어를 생산하였었다. 게는 장쑤(江苏)의 대갑게(大闸蟹)와 우열을 가릴 정도였는데，현재는 이미 자취를 감추었다.

## 하이허 주류에 놓인 다리(교량)
- 永乐桥天津之眼
- 金钢桥
- 狮子林桥
- 金汤桥
- 进步桥
- 北安桥
- 大沽桥
- 解放桥
- 赤峰桥
- 金汇桥（保定桥）
- 大光明桥
- 金阜桥（蚌埠桥）
- 直沽桥（奉化桥）
- 刘庄桥
- 光华桥
- 国泰桥
- 富民桥
- 海津大桥
- 柳林桥
- 吉兆桥

## 같이 보기
- 중화인민공화국의 지리
- 다구포대